# Kulturális antropológia
A kulturális antropológia vagy kultúrantropológia az antropológia (embertan), egyben a néprajz egyik ága. Angliában szociális antropológiának, illetve szociokulturális antropológiának is nevezik. Korábban elterjedt volt az etnológia kifejezés használata is.

## Jellemzői
A kulturális antropológia középpontjában a kultúra áll és az a feltételezés, hogy az emberi faj olyan képességgel rendelkezik, hogy a világot szimbolikusan fogja fel, ezeket a szimbólumokat a társadalomban képes megtanulni és megtanítani, továbbá ezeknek a szimbólumoknak a segítségével képes a világot és magát a fajt átalakítani, megváltoztatni. A kulturális antropológia művelői a következő területeket kutatják: társadalmi hálózatok, társadalmi viselkedés, rokonsági kapcsolatok, jog, politika, ideológia, vallás, hiedelmek, termelési és fogyasztási szokások, kulturális csere, szocializáció, nemi szerepek és a kultúra egyéb kifejeződési formái, jelentős hangsúlyt helyezve a terepmunkára, azaz a tanulmányozott emberközösséggel való együttélésen alapuló tartós megfigyelésre.
A szakantropológiák közé tartoznak: vizuális antropológia, alkalmazott antropológia, ökológiai antropológia, vallásantropológia, történeti antropológia, politikai antropológia, gazdasági antropológia, akcióantropológia, orvosi antropológia.
Magyarországon hagyományosan a néprajz felelt meg legjobban a modern angolszász indíttatású kulturális antropológiának, ezért a kulturális antropológiai szempontú kutatásokkal sokáig a néprajz keretei között foglalkoztak. Ma már azonban a kettőt teljesen különálló tudományként gyakorolják.
Magyarországon többek között a Pécsi Tudományegyetem Néprajz–Kulturális Antropológia Tanszékén, az ELTE-TáTK Kulturális Antropológia Tanszékén, illetve a Miskolci Egyetem Kulturális és Vizuális Antropológiai Tanszékén lehet tanulni kulturális antropológiát. Emellett számos felsőoktatási intézményben végezhetők kulturális antropológiai kurzusok, előadások, szemináriumok. Jelen pillanatig a kulturális antropológia mind nappali, mind levelező képzésben csak a Miskolci Egyetem Kulturális és Vizuális Antropológiai Tanszékén végezhető önálló alapképzési (BA) és önálló mesterképzési (MA) szakként.

## A kulturális antropológia tudományának jelentős képviselői
- Ruth Benedict
- Franz Boas
- Paul Bohannan
- James Boon
- Boglár Lajos
- James Clifford
- Harold Courlander
- Mary Douglas
- Émile Durkheim
- E. E. Evans-Pritchard
- Raymond Firth
- Meyer Fortes
- James George Frazer
- Clifford Geertz
- Arnold van Gennep
- Francis James Gillen
- Mark Glazer
- Jack Goody
- Dick Hebdige
- Melville J. Herskovits
- Alfred William Howitt
- Alfred L. Kroeber
- Edmund Leach
- Kunt Ernő
- Claude Lévi-Strauss
- Ralph Linton
- Robert H. Lowie
- Bronisław Malinowski
- Marcel Mauss
- R. Jon McGee
- Margaret Mead
- Lewis H. Morgan
- Alfred Reginald Radcliffe-Brown
- William Halse Rivers Rivers
- Renato Rosaldo
- Marshall D. Sahlins
- David M. Schneider
- Walter Baldwin Spencer
- Julian Steward
- Victor W. Turner
- Edward Burnett Tylor
- Richard L. Warms
- Leslie White
- Eric R. Wolf
- Sherry B. Ortner
- Arthur E. Imhof
- Ulf Hannerz
- William Foote Whyte